# Hernán Mejía Campuzano
Hernán Mejía Campuzano (Pereira, 1935-Pereira, 4 de marzo de 2019) fue un empresario y dirigente de fútbol colombiano, presidente de la Federación Colombiana de Fútbol y del Deportivo Pereira. Fue el máximo organizador de la Copa América 2001.

## Biografía
Nació en Pereira. Empezó su trayectoria como dirigente en el club Deportivo Pereira fue presidente del club en dos periodos 1977-1978 y 1983-1988. En 1979 al 1982 se desempeñó como vicepresidente de la Federación Colombiana de Fútbol junto a León Londoño Tamayo. Entre 1995-1996 fue presidente la autoridad de fútbol interino tras la renuncia de Juan José Bellini. En 1996 fue miembro del Comité Ejecutivo de la Confederación Suramericana de Fútbol al lado de Nicolás Leoz y Eugenio Figueredo y se desempeñó como miembro del comité de la División Mayor del Fútbol Colombiano entre 2003-2012.
El 25 de junio de 2001 fue secuestrado por un grupo guerrillero Fuerzas Armadas Revolucionarias de Colombia - Ejército del Pueblo (FARC-EP), en un retén ilegal en la carretera de Pereira a Quibdó a pocos días de organizar la Copa América 2001 en medio de la crítica situación social de Colombia se ponía en vilo al realizar la competición del fútbol por falta de garantías de seguridad y días después fue liberado por el grupo insurgente el 28 de junio y posteriormente se dirigió a Buenos Aires donde se sesionaba la Conmebol al raíz de su secuestro. Falleció en Pereira de un infarto de miocardio el 4 de marzo de 2019.